# Maria Anna Sala
Blahoslavená Maria Anna Sala (21. dubna 1829, Brivio - 24. listopadu 1891, Milán) byla italská řeholnice z kongregace Sester od svaté Marcelliny.

## Život

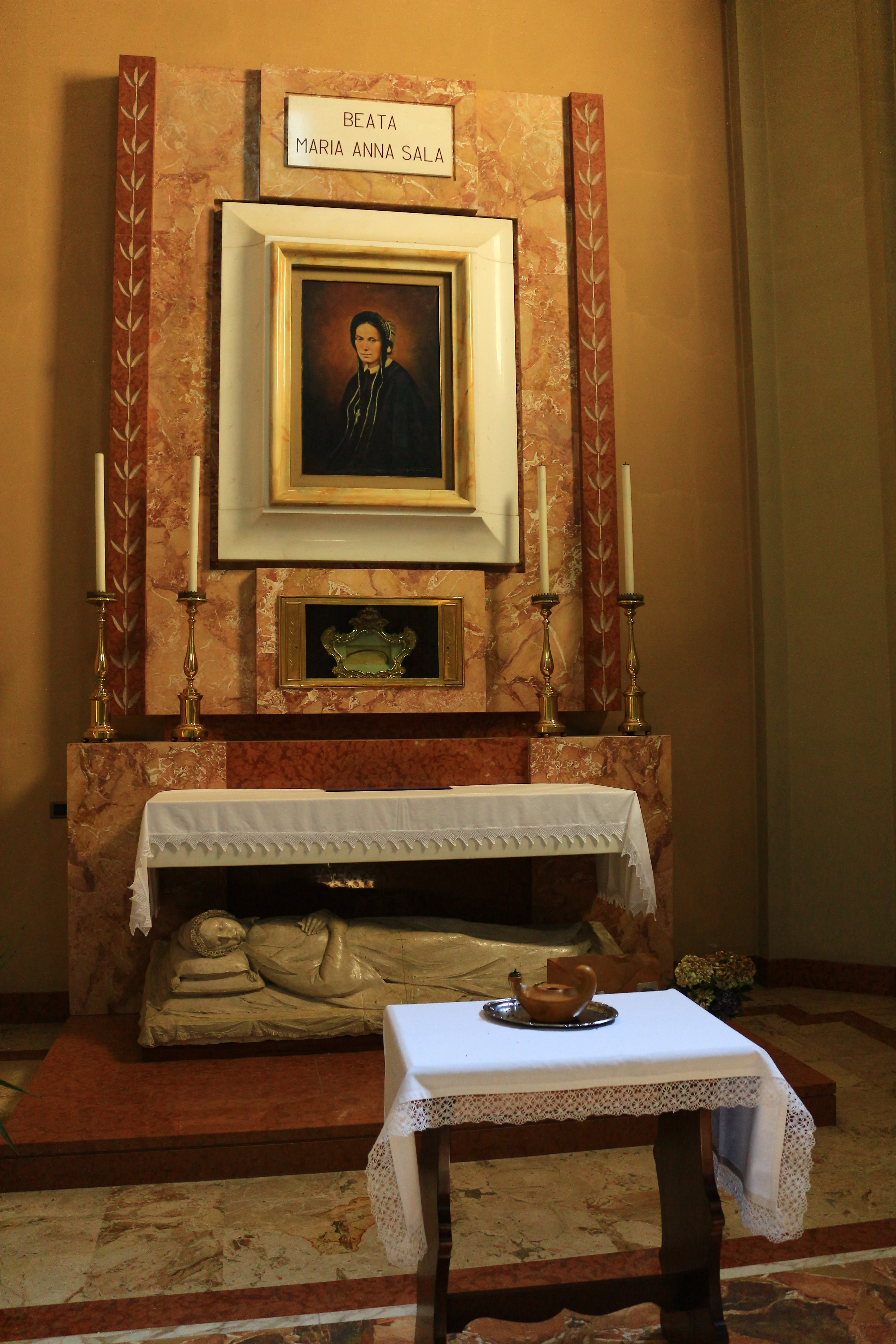
Kaple věnovaná Marii Anně Sale (a jejích památek) ve farním kostele jejího rodného města, Brivio

Narodila se 21. dubna 1829 v Briviu, jako pátá z osmi dětí ve velmi zbožné rodině. Vzdělání získala na institutu Svaté Marcelín ve Vimercate. Chtěla se přídat k Sestrám Svaté Marcelíny ale, Marie se potřebovala vrátit domů. Roku 1848 se vrátila k Sestrám a stala se postulantkou a roku 1852 složila své věčné sliby.
Svůj život hlavně věnovala výuce na různých školách kongregace (Cernusco sul Naviglio, Janov a Miláno), prvně na základních školách a poté na středních školách. Mezi předměty které učila patřila i hudba. Její výuku přerušila Druhá italská válka za nezávislost kdy během ní pomáhala zraněným (1859). Poté pokračovala ve své výuce.
Když jí bylo 60 let onemocněla bolestivým karcinomem krku, který vedl k její smrti dne 24. listopadu 1891.

## Proces blahořečení
Dne 14. dubna 1977 jej papež sv. Pavel VI. prohlásil za ctihodnou. Blahořečena byla 26. října 1980 papežem sv. Janem Pavlem II.